# Сєвєродонецьке об'єднання «Азот»
Сєвєродонецьке об'єднання «Азот» — третій за розміром в Україні виробник аміаку і одне з найбільших в Європі підприємств хімічної промисловості з виробництва азотних добрив, метанолу, оцтової кислоти, вінілацетату і його похідних, ацетилену, формаліну, каталізаторів, товарів побутової хімії й іншої хімічної продукції.

## Історія
- Почали будувати Лисичанський азотно-туковий завод 1937 році. З початком війни частина обладнання була евакуйована.
- Відновлювали завод з обладнання, вивезеного з шести хімічних заводів Німеччини як репарації.[2] (рос.)
- З 1947 року під час робіт з відновлення хімічного комбінату використовували працю військовополонених (Лисичанський табір № 125, 1944—1949 роки).[3]
- Хімкомбінат введений в експлуатацію 16 лютого 1951 року як комплекс з виробництва мінеральних добрив.[4]
- На початку 1953 року був запущений цех синтезу аміаку, що дозволило заводу забезпечити себе власною сировиною.
- У березні 1963 року підприємство відвідав Хрущов
- 5 липня 1963 року було розпочато виробництво капролактаму методом окислення циклогексану киснем.
- У квітні 1963 року вперше в СРСР було отримано ацетальдегід з піролізного ацетилену.
- 1966 року підприємство було нагороджено орденом Леніна, а 1968 року йому було надано ім'я Ленінського комсомолу.
- У 1968 році було введено в експлуатацію найбільше в СРСР виробництво вінілацетату.
- 1970 року розпочато випуск водоемульсійної полівінілацетатної фарби, полівінілацетатного клею, сухого пального.
- 197? запрацювало виробництво поліетилену високого тиску, етилен трубопроводом постачався з Лисичанського нафтопереробного заводу.
- 23 лютого 1974 року запущено виробництво аміаку фірми ТЕС (Японія).
- 10 лютого 1975 року розпочато виробництво адипінової кислоти, 3 березня того ж року було отримано адиподінітрил.
- У 1986 році, після Чорнобильської катастрофи, біля заводу було розміщено новостворену 28-му бригаду радіаційного, хімічного та біологічного захисту.
- 1997 року розпочата робота цеху переробки поліетилену, виготовлення поліетиленових мішків і плівок.[5]
- 2004 року підприємство перетворене в закрите акціонерне товариство, ним керує міжнародна компанія White World Chemical, власником якої є Алекс Ровт, грамадянин США, уродженець м. Мукачево. Законність приватизації була темою багатьох судових справ.[6]
- 2005 року була спроба повернути підприємство у державну власність.[7](рос.)
- 2007 року вступила в дію нова установка розділення повітря.
- 2009 року розпочато будівництво станції з переробки відходів на альтернативний вид палива, здатне на третину скоротити споживання природного газу підприємством.
- У січні 2011 року Фонд державного майна (ФДМ) України продав 40 % акцій ЗАТ «Сєвєродонецьке об'єднання Азот» за 34 843 933,12 долара США (за поточним курсом 277 416 942 гривні). Як повідомляється в офіційній інформації Фонду в газеті «Відомості приватизації», акції викупив власник 60 % ЗАТ — компанія Worldwide Chemical LLC (США).[8](рос.)
- У квітні 2011 року Сєвєродонецьке об'єднання «Азот» увійшло до складу холдингу OSTCHEM, який об'єднує підприємства азотної хімії Group DF українського олігарха Дмитра Фірташа.[9](рос.)

### Російсько-українська війна
- У 2014 році об'єднання зупинене на початку травня у зв'язку з війною.
- 2015 року проти топ-менеджерів OSTCHEM відкрито кримінальну справу[10](рос.)[11](рос.)
- Наприкінці липня 2018 року після чотирирічної перерви запрацювало виробництво мінеральних добрив.[12]. Підприємство виробляє селітру з привозного аміаку.
- 2020 року у квітні знову запрацював власний цех з отримання аміаку. Відновлена робота більшості цехів.
- 2020 року у листопаді розпочато випуск медичного кисню.

Вранці 24 травня 2022 року росіяни знову відкрили вогонь по території об'єднання «Азот», де облаштовані декілька бомбосховищ. Як наслідок, загинули чотири людини. Ще одного жителя було тяжко поранено в центральній частині міста, поранення виявилось несумісним із життям.
31 травня російські війська завдали повітряного удару по підприємству і знищили у ньому цистерну з азотною кислотою. Внаслідок цього авіаудару утворилась хмара випарів кислоти рожевого кольору.
1 червня російські війська знову обстріляли територію підприємства, влучили в один з адміністративних корпусів підприємства і склад, де зберігався метанол.
11 червня російські окупанти вкотре обстріляли територію транспортного цеху хімкомбінату «Азот», де сталося займання паливо-мастильних матеріалів. Постраждало і приміщення ТОВ «НВО „Сєверодонецький Склопластик“». На цей час у бомбосховищах підприємства перебувало 540—560 цивільних осіб, росіяни постійно обстрілювали цей об'єкт. 14 червня ситуація в місті лишалася загостреною, було влучання російських ракет у заводи «Азот» і «Стеклопластик».
14 липня 2022 року Group DF Фірташа оголосила про втрату контролю над Сєвєродонецьким Азотом. Всі заяви про швидкий запуск заводу необґрунтовані й поширюються представниками окупаційної влади Сєвєродонецька за підтримки пропагандистів, наголосили у Group DF.

## Діяльність
Підприємство орієнтоване на експорт: на внутрішньому ринку України реалізується тільки близько 30 % виробленої продукції. У 2012 році підприємство випустило: 582,120 тисяч тонн аміачної селітри; 401,139 тисяч тонн карбаміду; 484,865 тисяч тонн неконцентрованої азотної кислоти; 1033,335 тисяч тонн рідкого аміаку; 32,213 тисяч тонн аміаку водного технічного. За п'ять місяців 2013 року підприємство випустило: 261,55 тисяч тонн аміачної селітри; 187,77 тисяч тонн карбаміду; 453,27 тисяч тонн рідкого аміаку; 216,16 тисяч тонн азотної кислоти.
У радянські часи на підприємстві працювало до 17 000 робітників, у 2020 році — 6000.
Підприємство має виробничі потужності:
- цех аміаку 1-А та цех аміаку 1-Б
- виробництво метанолу
- виробництво остової кислоти
- виробництво слабкої азотної кислоти
- виробництво кріпкої азотної кислоти
- цех калієвої та натрієвої селітри
- цех карбаміду (сечовини)
- цех розділення повітря
- виробництво метанолу
- цех нейтралізації та очищення промислових стоків (НОПС) приймає і міську каналізацію

Ліквідовані:
- виробництво циклогексану
- виробництво поліетилену
- виробництво адипінової кислоти
- виробництво себацинової кислоти
- виробництво побутової хімії
- виробництво валіз «Дипломат» за французькою технологією[21]

### Фінансове становище
2011 року «Сєвєродонецький Азот» завершив з чистим збитком 735,225 млн грн. За версією видання «Інвестгазета», у першому півріччі 2013 року «Сєвєродонецький Азот» зайняв 45 місце в списку 50 найбільших компаній України за обсягом чистого доходу (3194 млн грн).

## Керівники
- 1946–1957 — Вілєсов Геннадій Іванович
- 1957–1968 — Гогін Віктор Федорович
- 1968–1971 — Єгоров Валерій Павлович
- 1971–1978 — Кандела Віктор Іванович
- 1978–1996 — Ліщина Богдан Миколайович
- 1996–2000 — Кармазін Ігор Григорович
- 2000–2004 — Кунченко Олексій Петрович
- 2004–2010 — Казаков Валентин Васильович
- 2011– 20.. — Бугайов Леонід Сергійович

## Музей трудової слави підприємства
Музей створено у 1974 році(рос.), директорка (станом на весну 2020 р.) — Ольга Костянтинівна Головко.
- У 1978 році Колегія Міністерства культури УРСР присвоїла музею трудової слави виробничого об'єднання «Азот» почесне звання «Народний».
- Постановою КМУ від 29.11.2000 р. № 1766 музей включено до переліку музеїв, що перебувають у віданні підприємств, установ та організацій, де зберігаються музейні колекції та музейні предмети, що є державною власністю і належать до державної частини Музейного фонду України.

## Світлини

Сєвєродонецький Азот
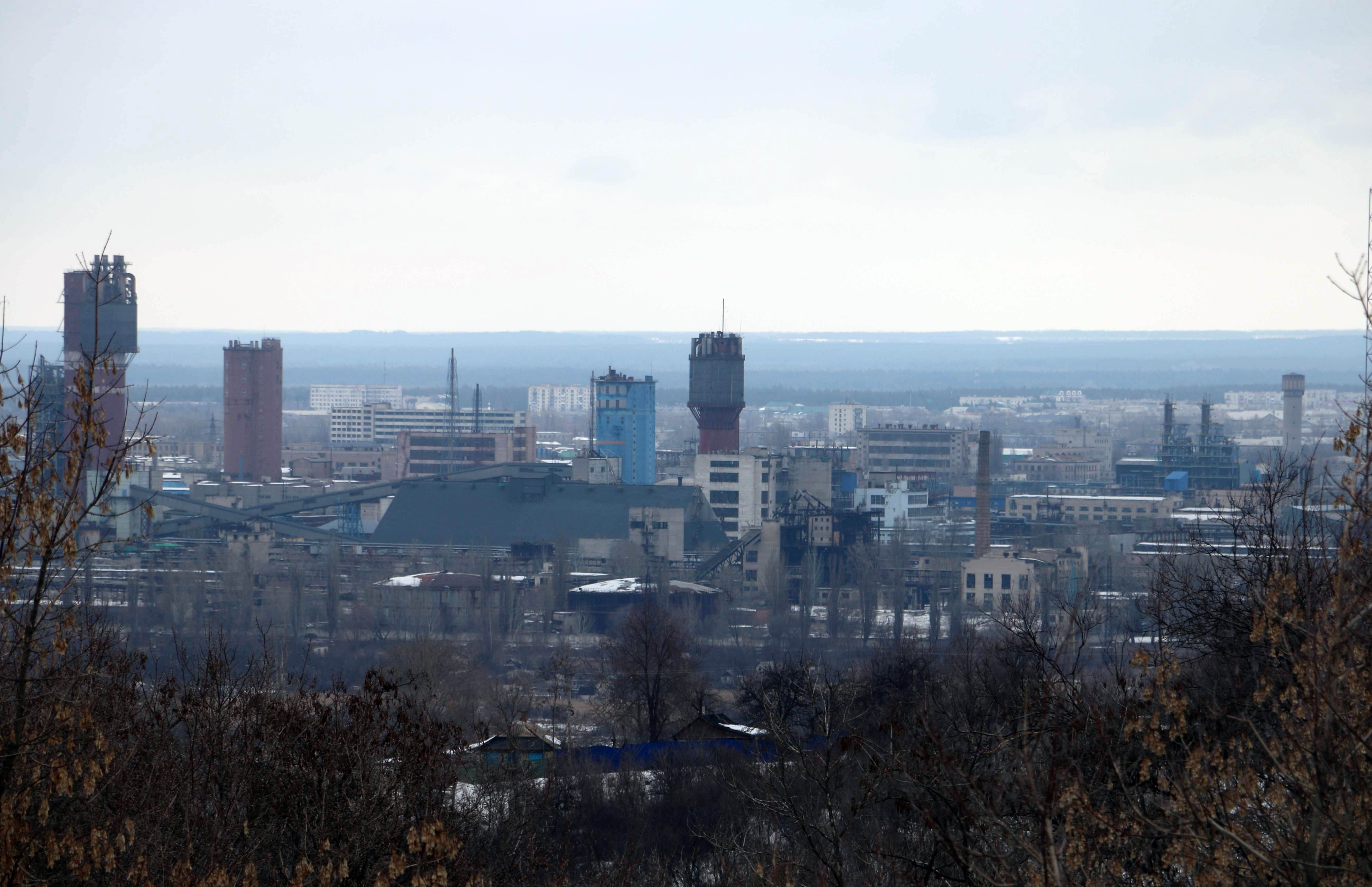
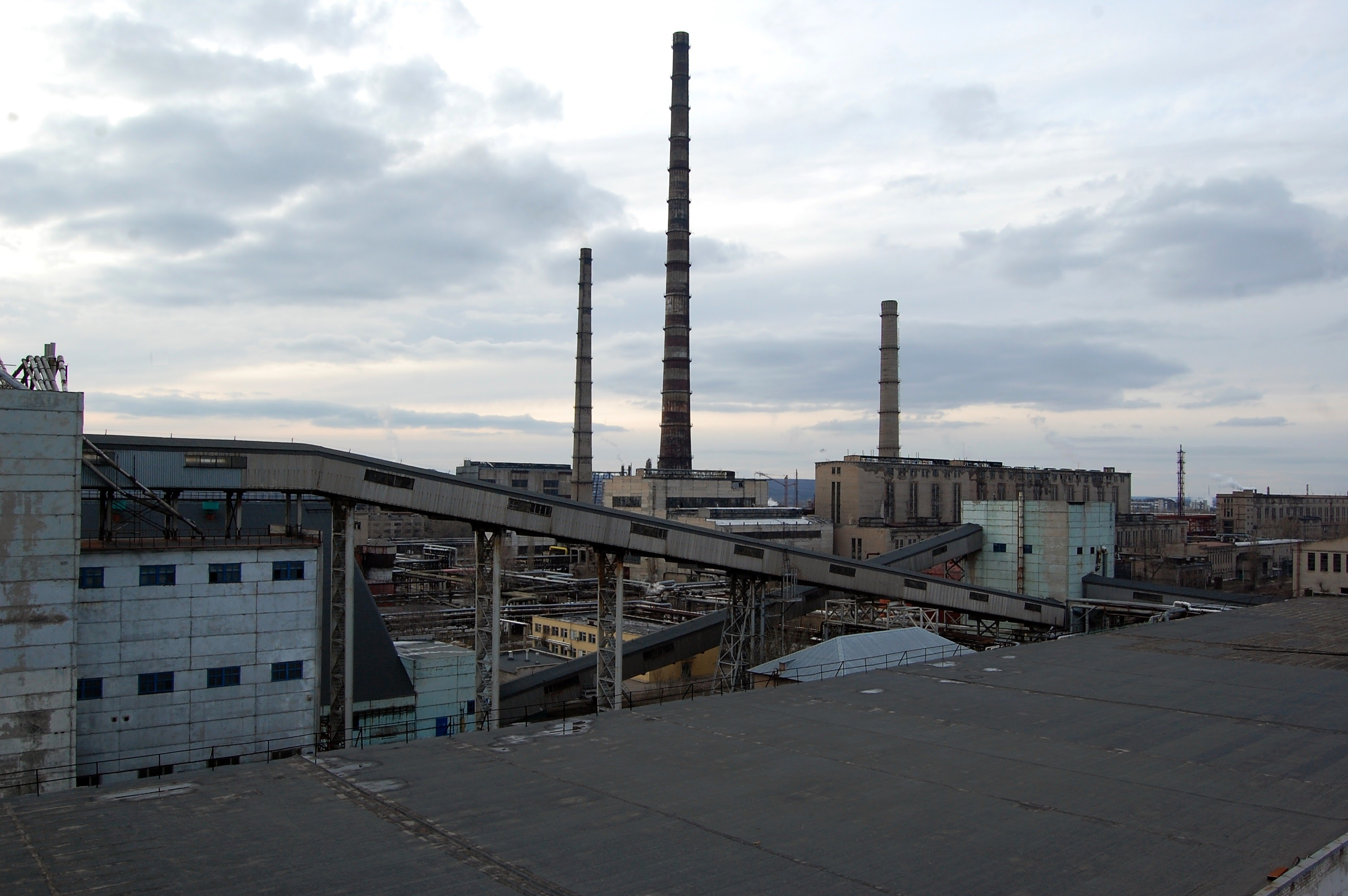
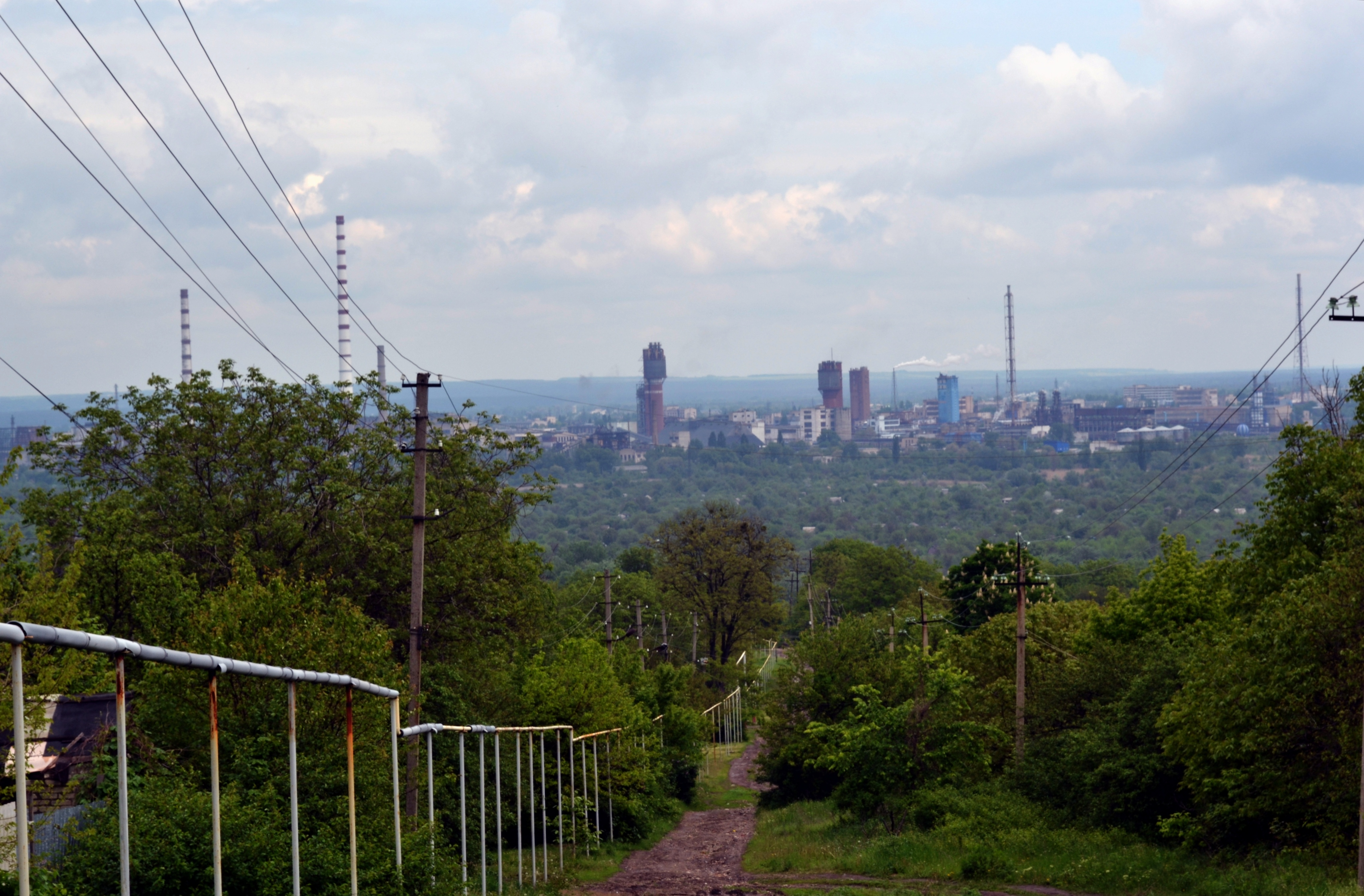
Сєвєродонецький Азот
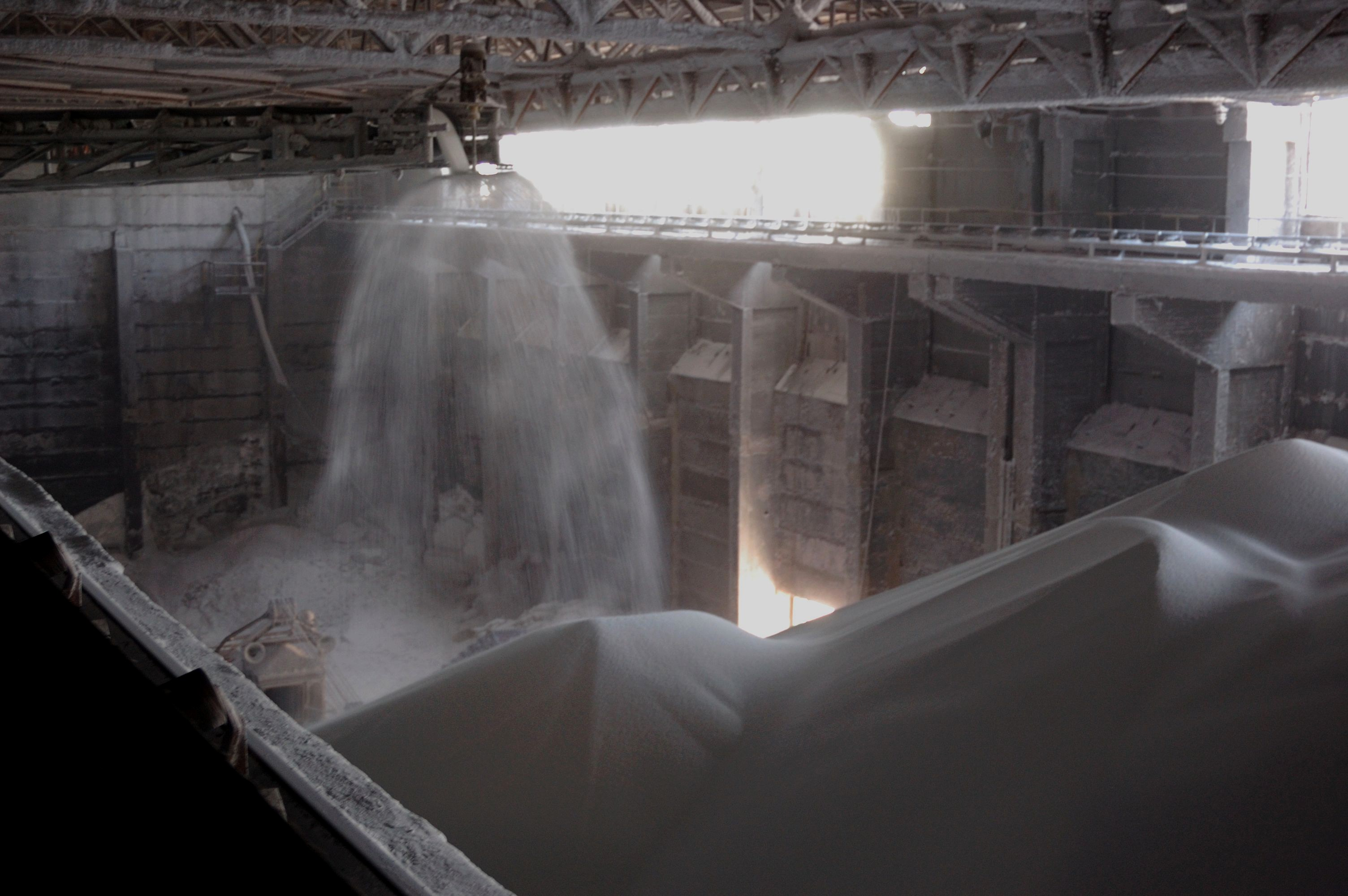
Карбамід
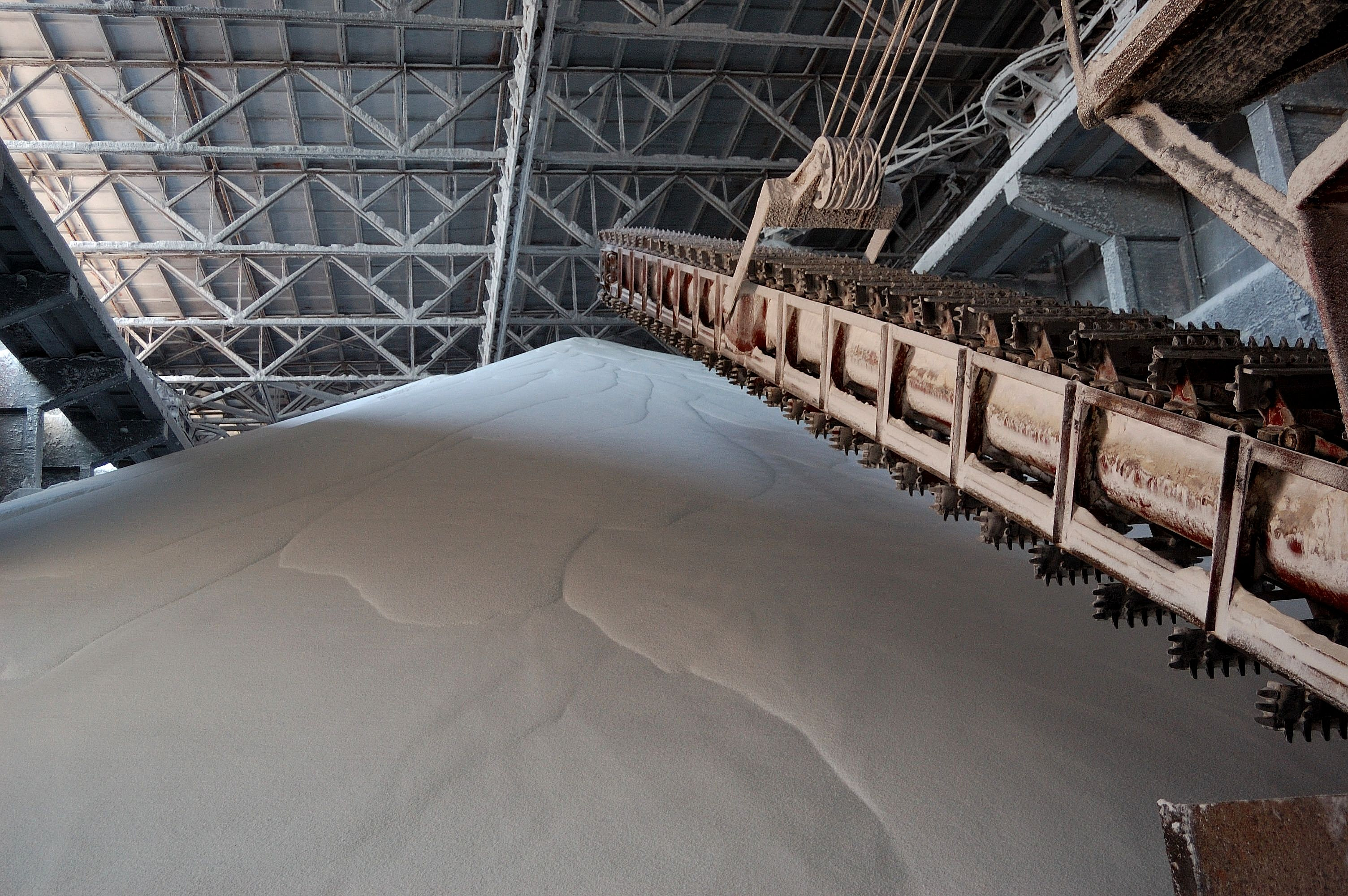
Карбамід
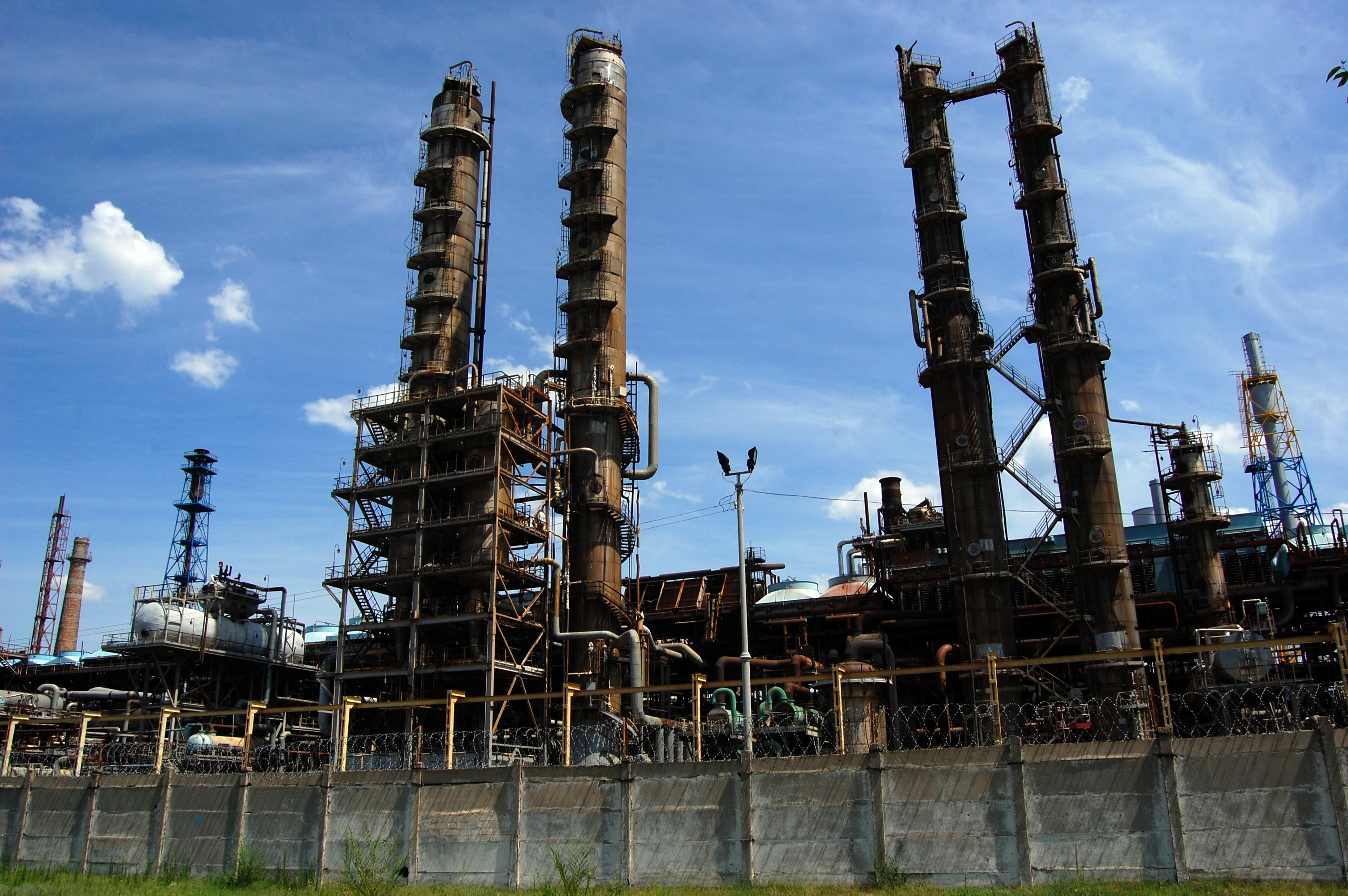
Цех аміаку
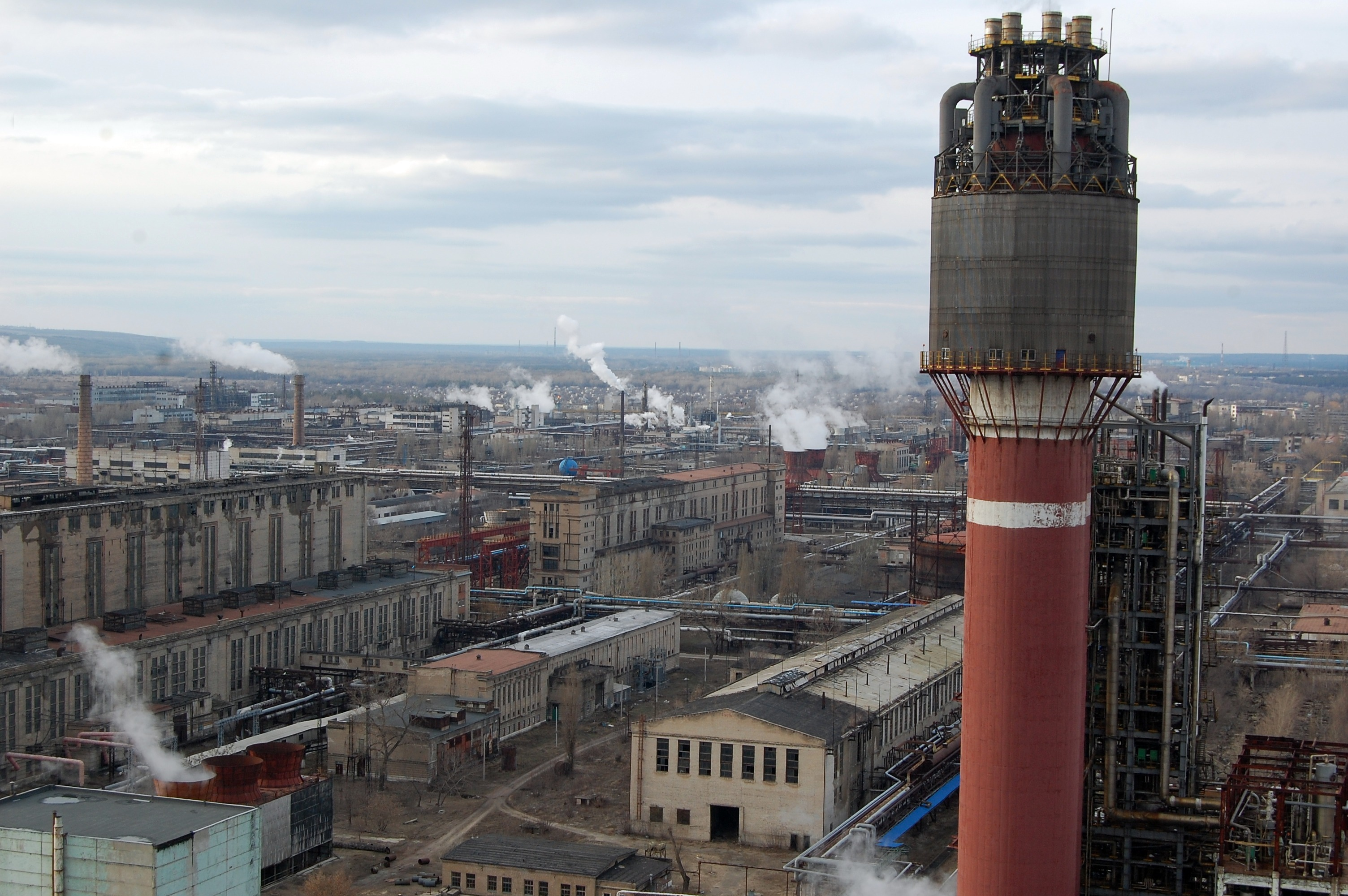
Гранбашта карбаміду
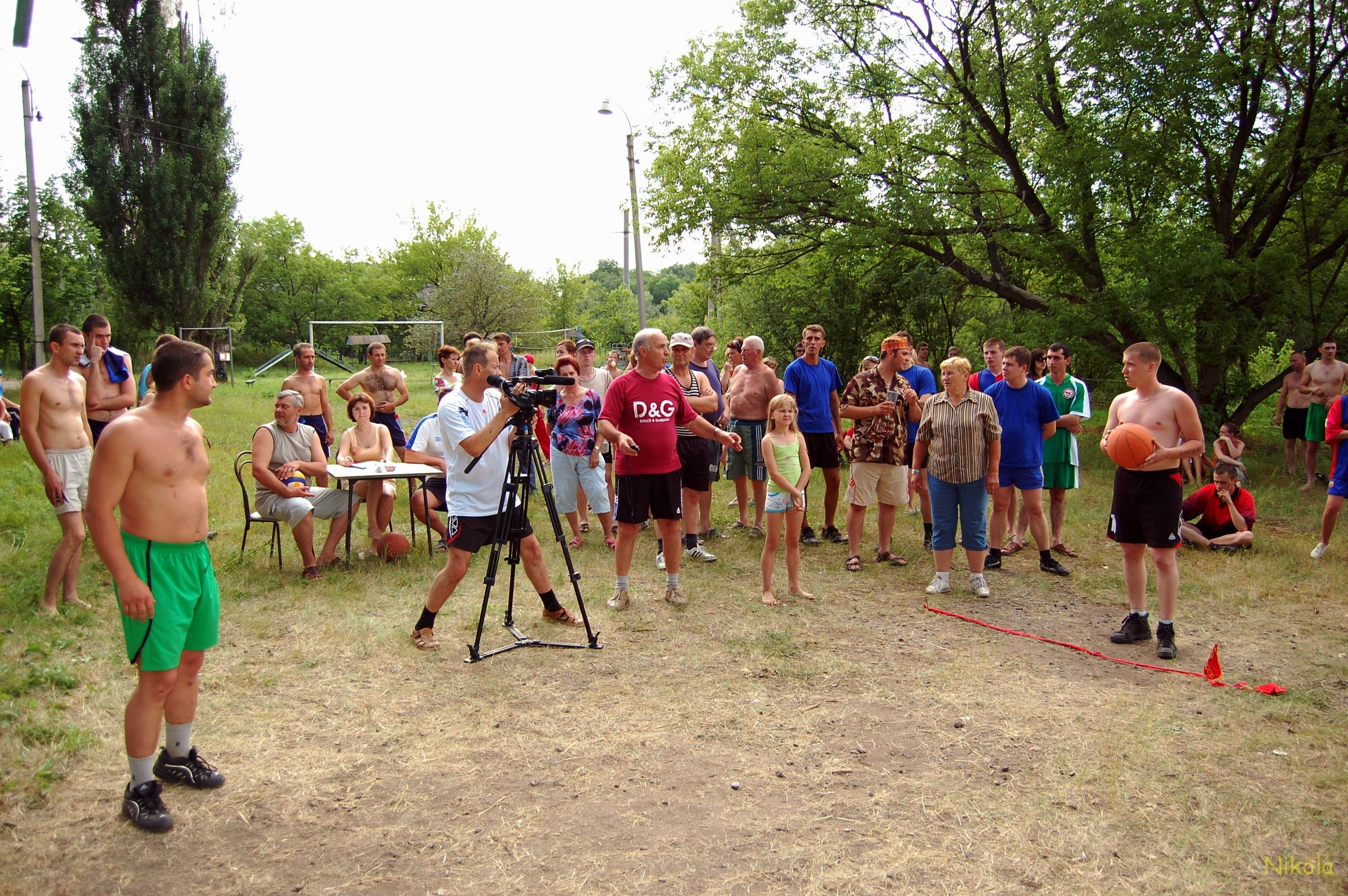
Турзліт-2008, Білогорівка
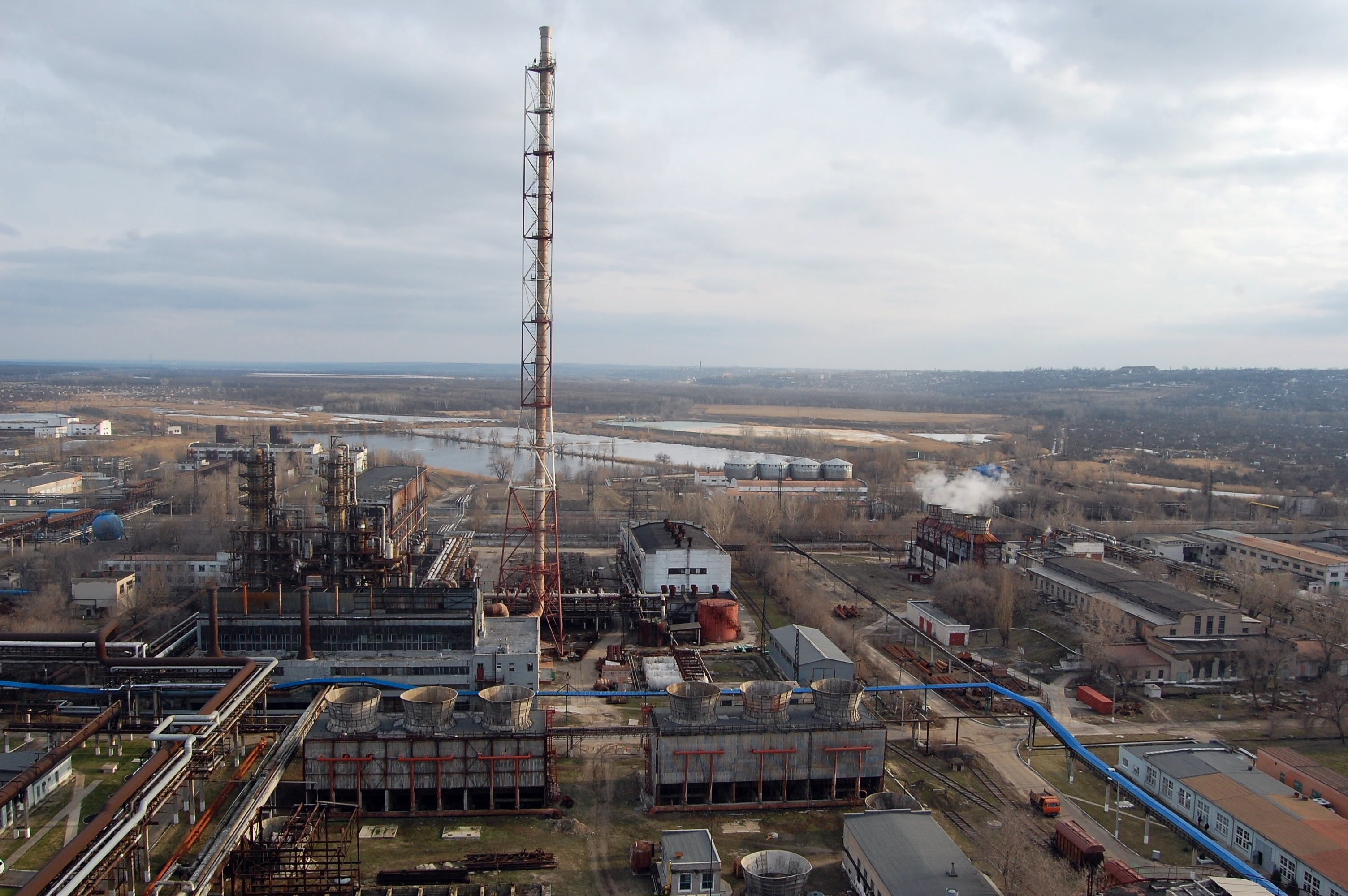
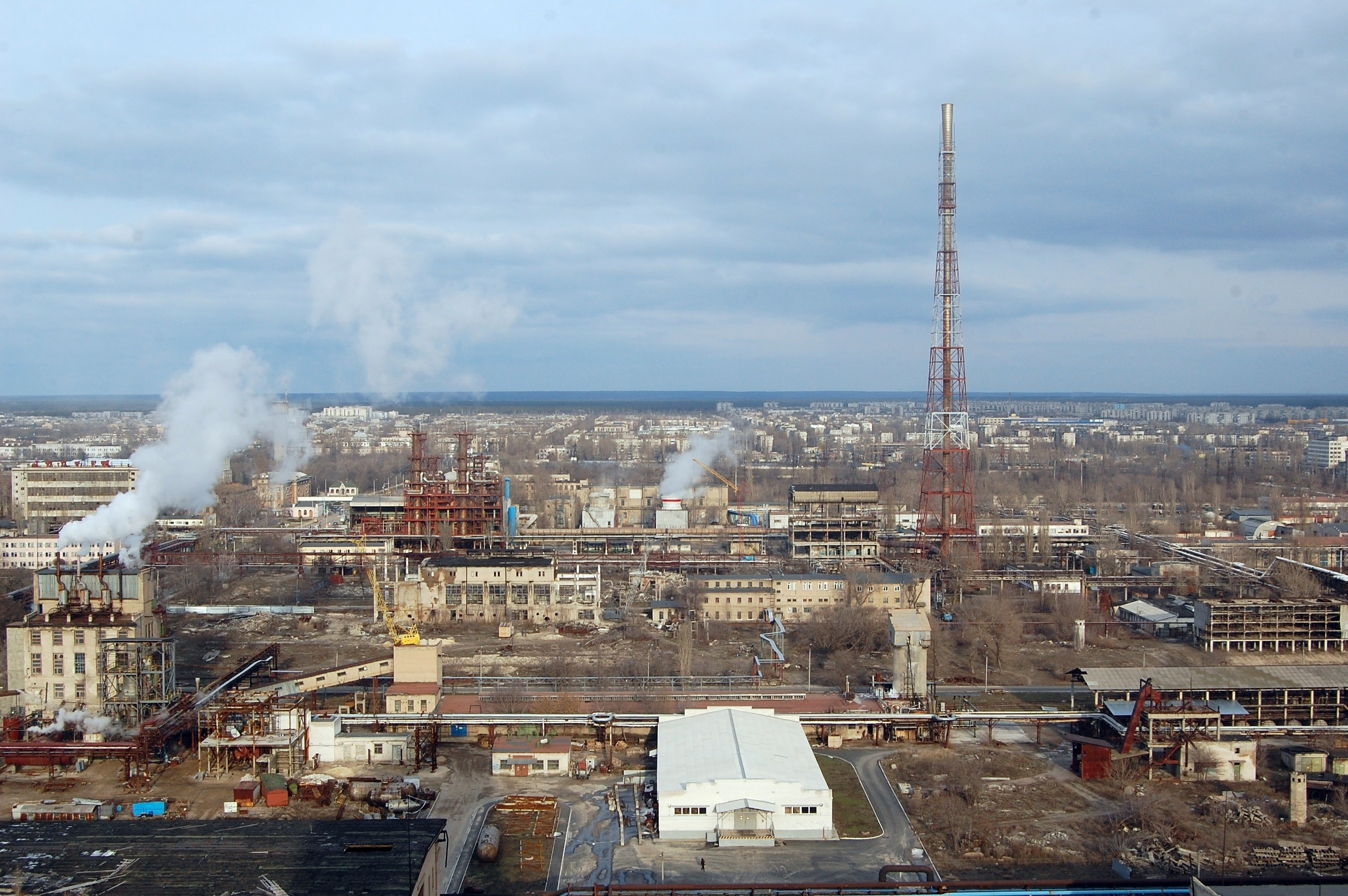
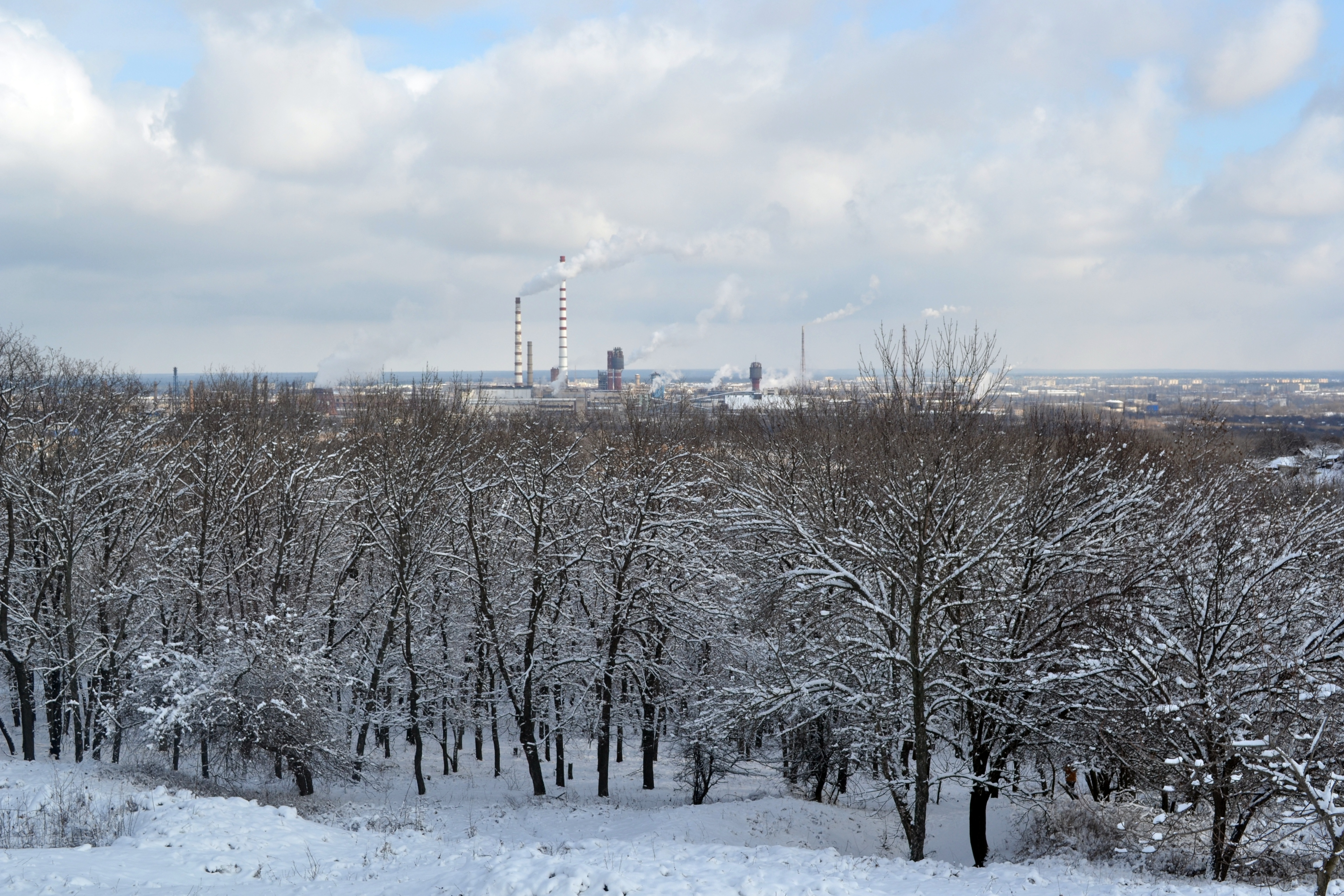
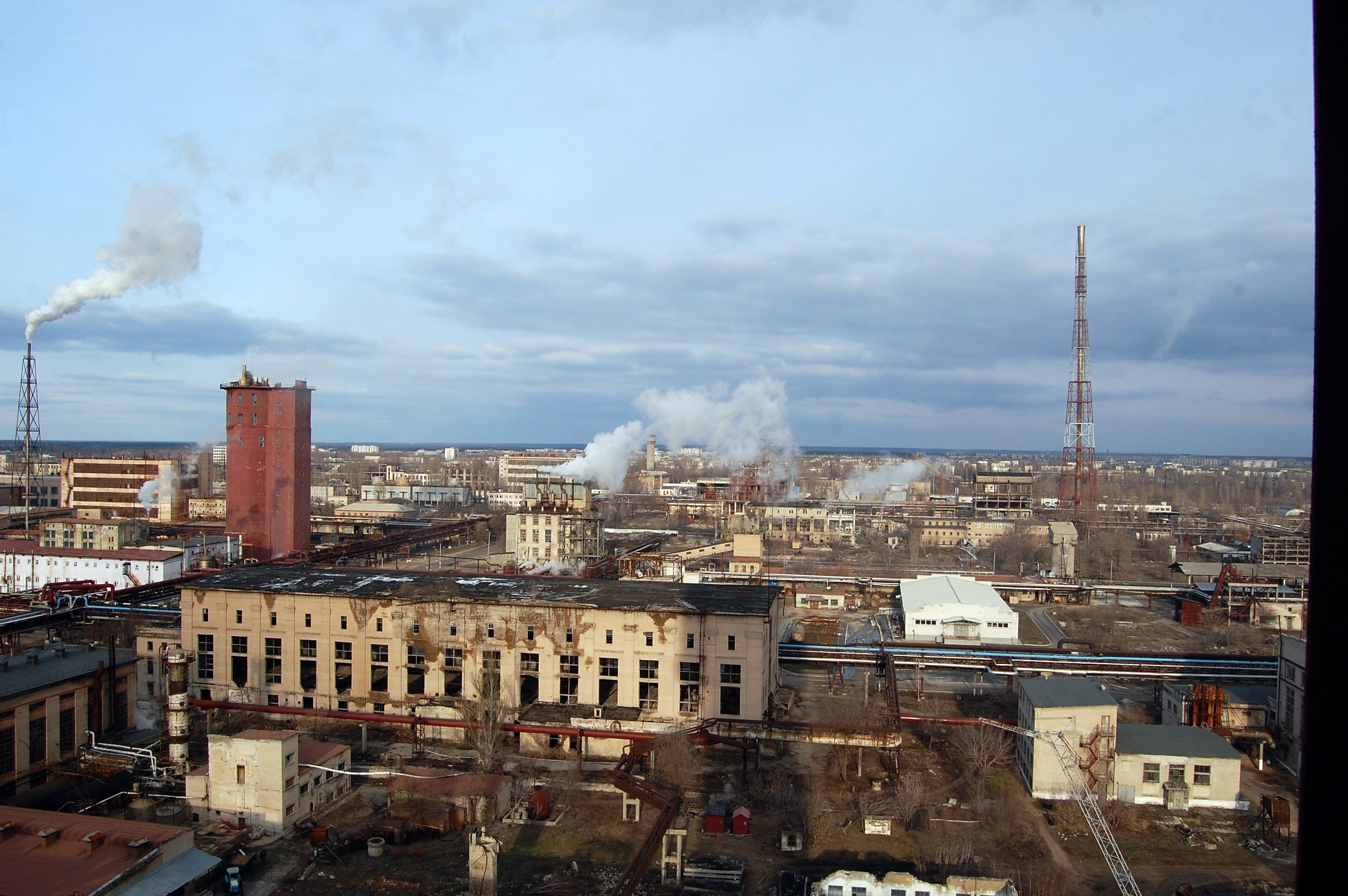
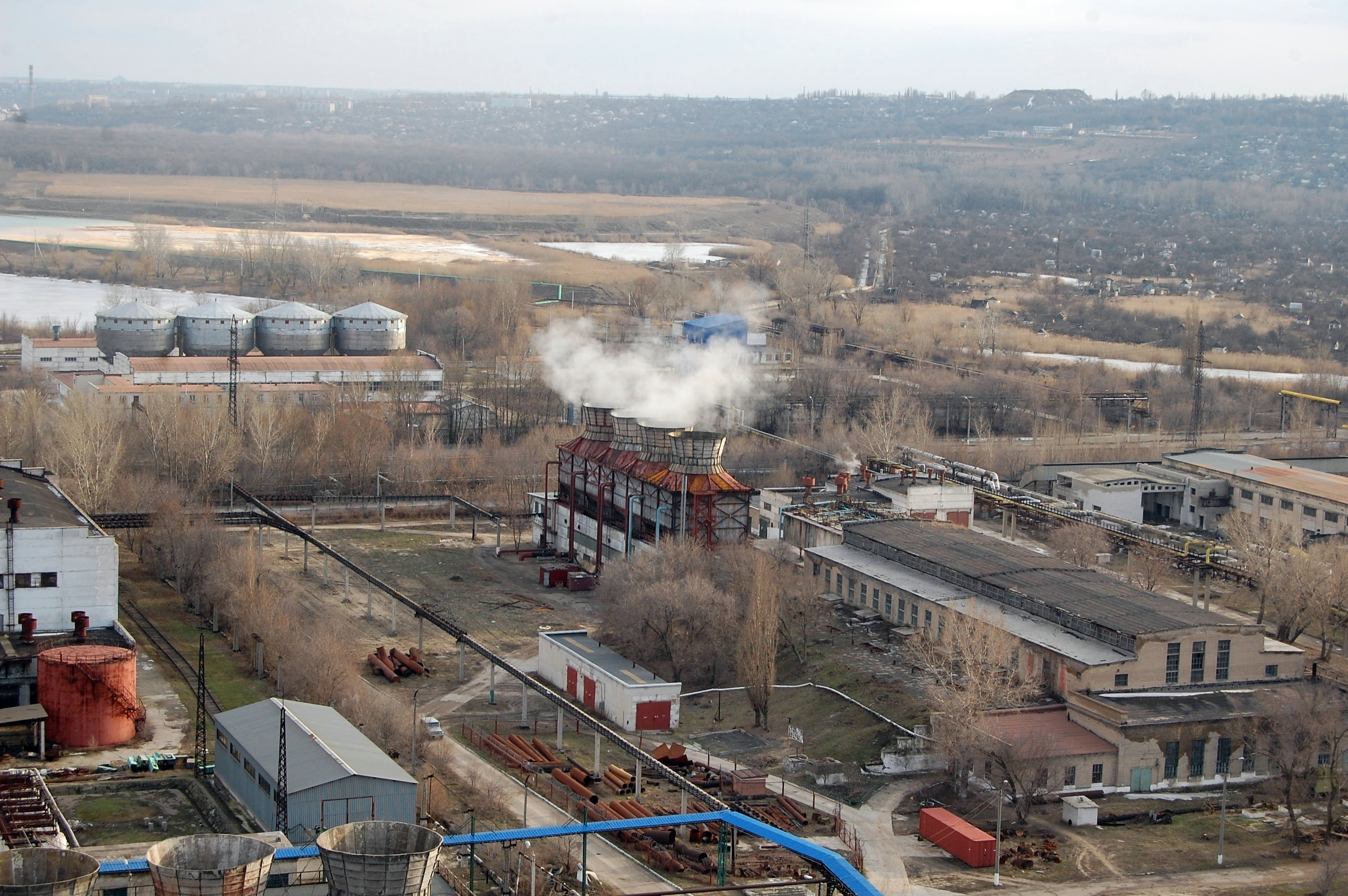
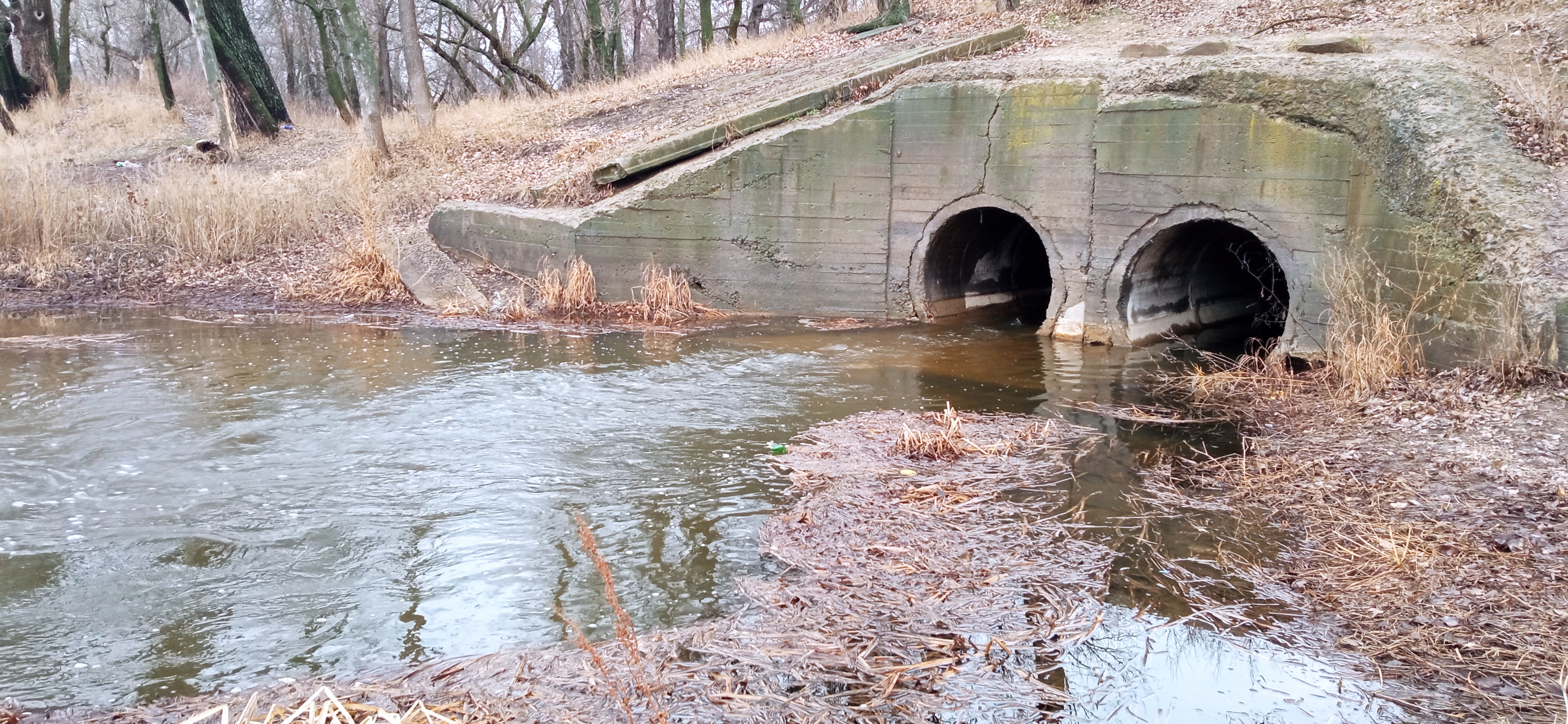